# Xestoso
Xestoso (hiszp. Gestoso) – miejscowość w Hiszpanii,  i parafia w Asturii w gminie Villanueva de Oscos.
Według danych INE z 2012 roku, liczba ludności wynosiła 90. Powierzchnia parroquii to 12,85 km². Inne miejscowości wchodzące w skład Xestoso to: Batribán, Cotarelo, Morán, Regodesebes, Salgueiras i As Toleiras.